# 恐龙 (游戏)
《恐龙》是由日本Falcom游戏公司开发的第一人称角色扮演游戏，于1990年在PC-8801平台推出，后又被移植到PC-9801、FM TOWNS平台。重制版《恐龙转生》（又译作）于2002年在Windows 98平台上推出。

## 游戏内容概要
在游戏开始之初，主角Ash独自一人进行他的冒险旅途，但他将在途中认识许多伙伴，最多时他将与四人同行。

最终，和大部分RPG类似，Ash将与他的同伴一起（最高难度下为独自一人）挑战终极BOSS